# 棒法
棒法是使用棍棒作为武器进行的武术技巧。在不同的文化和武术体系中，棍术可以有各种形式和名称，但基本原则相似，即利用长形的棍棒进行攻击、防御和操控对手。棍棒可以是直的、弯的或有特定形状，长度也从短棒到长杖不等，根据不同的武术流派和技术要求而定。

## 基本方式
- 劈：使用棍棒从上方或斜上方挥击。
- 扫：低位平抡棍棒，目的是扫倒对手的腿部或影响其平衡。
- 挡：迅速将棍棒横置，用以挡住或截断对手的攻击。
- 戳：使用棍棒的一端直推，以突击对方较弱的部位。
- 缠：利用棍棒的长度绕住对手的身体或武器，进行控制或拖拽。

## 用途
- 自卫：棍术是一种非常有效的自卫技术，因为棍棒是相对易于找到的武器，同时在保持距离的同时进行防守和反击。
- 训练：是作为刃器如枪、大刀的替代训练方法而开发的。
- 军事和警用：在历史上，棍术在军事训练中占有一席之地，特别是在古代和中世纪的战场上。现代的警棍技术也源自传统棍术。
- 体育和表演：在很多国家，棍术也是体育和武术表演的一部分，比如中国武术、日本的棒道（Bōjutsu）等。